# Mazda 323 4WD
La Mazda 323 4WD Turbo è una versione da competizione della Mazda 323, derivata dalla versione stradale sportiva Mazda 323 4WD Turbo (GTX in alcuni mercati), che ha partecipato al Campionato del mondo rally dal 1987 al 1990 vincendo tre gare e conquistando il 3º posto nel mondiale costruttori nel 1989.

## Storia
La vettura di Gruppo A, negli anni in cui gareggiò nel campionato mondiale rally, riuscì a togliersi qualche soddisfazione a livello di classifica assoluta, conquistando tre vittorie ed otto podi.
La vettura di Gruppo N, negli anni in cui gareggiò nel campionato mondiale rally PWRC, vinse il titolo nel 1987 con alla guida il pilota belga Pascal Gaban.

## Palmarès
1987
- 6º nel campionato del mondo rally

1988
- 6º nel campionato del mondo rally

1989
- nel campionato del mondo rally

1990
- 5º nel campionato del mondo rally

1991
- 5º nel campionato del mondo rally[5]

### Vittorie nel mondiale rally
| Anno | Rally                     | Pilota          | Gruppo   |
| ---- | ------------------------- | --------------- | -------- |
| 1987 | Rally di Svezia           | Timo Salonen    | Gruppo A |
| 1989 | Rally di Svezia           | Ingvar Carlsson | Gruppo A |
| 1989 | Rally della Nuova Zelanda | Ingvar Carlsson | Gruppo A |